# Linda (Pat-Friday-Lied)

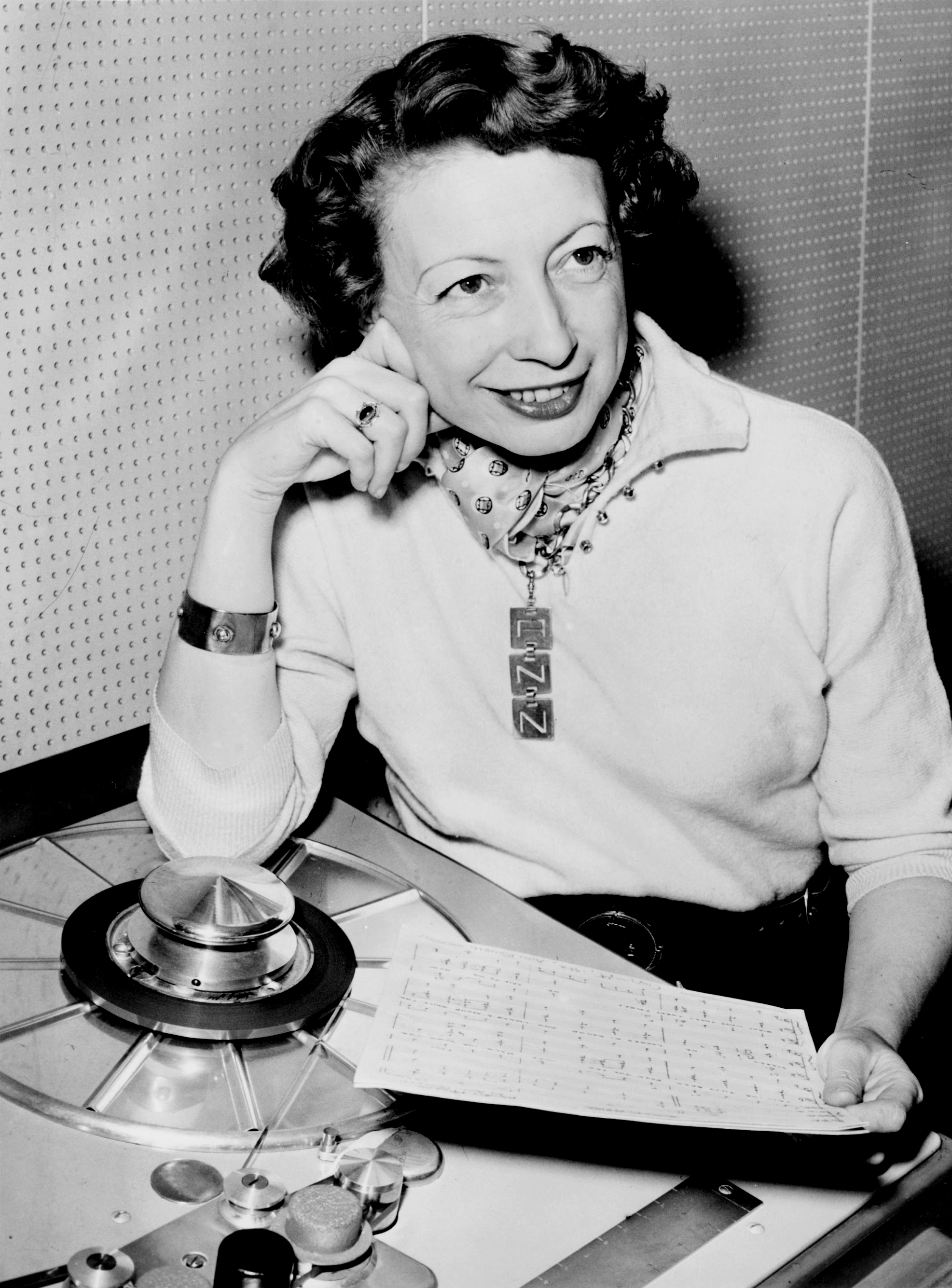
Ann Ronell, die Linda komponierte und textete

Linda ist ein Lied aus dem Soundtrack des Kriegsdramas Schlachtgewitter am Monte Cassino (The Story of G.I. Joe) aus dem Jahr 1945 unter der Regie von William A. Wellman mit Robert Mitchum und Burgess Meredith in tragenden Rollen. Komponiert und getextet wurde der Song von Ann Ronell. Gesungen wird das Lied im Film von Pat Friday. Shelley Mitchell leiht ihre Sprechstimme der Sally. Die Soldaten liegen in ihrer behelfsmäßigen Unterkunft und lauschen versonnen dem Gesang, der von einem üppigen Streicherarrangement unterstrichen wird. Die Liebesballade erzählt von Sally und ihrer Liebe zu einem Soldaten, mit dem sie sich oft in einem kleinen Café getroffen hat. Leer sei es dort jetzt und es stellt sich die Frage, ob Sally auf ihn warten oder ihn vergessen werde.
Im selben Zeitraum veröffentlichte auch Jack Lawrence einen Song mit dem Titel Linda, der von Buddy Clark gesungen und von Ray Noble und seinem Orchester begleitet wurde. Er schrieb das Lied für die damals fünfjährige Tochter Linda seines Anwalts Lee Eastman, der späteren Frau von Beatle Paul McCartney. Ronells Klage auf Urheberrecht des Titels wurde abschlägig beschieden, da der Titel eines Songs nicht urheberrechtlich geschützt sei, sondern nur die Musik und der Text des Liedes. Einen weiteren Song mit dem Titel Linda schrieben Harold Arlen und Ted Koehler, den u. a. Benny Goodman 1930 aufnahm.

## Auszeichnung/Nominierung
Der Film Schlachtgewitter am Monte Cassino (The Story of G.I. Joe) war 1946 für vier Oscars nominiert.
- Ann Ronell mit Linda in der Kategorie „Bester Song“. Die Auszeichnung ging jedoch an Richard Rodgers und Oscar Hammerstein für ihr Lied It Might as Well Be Spring aus dem Musicalfilm  Jahrmarkt der Liebe (State Fair). Ann Ronell war außerdem zusammen mit Louis Applebaum für die „Beste Filmmusik“ nominiert. Weitere Nominierungen gab es für Robert Mitchum in der Kategorie „Bester Nebendarsteller“ und für Leopold Atlas, Guy Endore und Philip Stevenson in der Kategorie „Bestes adaptiertes Drehbuch“.